# Mobiler Festnetzersatz
Unter einem mobilen Festnetzersatz wird gemeinhin die Substitution des physischen Telefonanschlusses durch eine Mobilfunk-Lösung verstanden. Dies bedeutet, dass der Festnetzanschluss eines Teilnehmers zwar gekündigt wird, dieser jedoch seine Festnetznummer zu einem Mobilfunkbetreiber mitnehmen kann. Dadurch bleibt der Teilnehmer auch weiterhin unter seiner Festnetznummer erreichbar, nimmt aber eingehende Anrufe auf die Festnetznummer am Handy entgegen. Bereits vorhandene Durchwahlen bleiben erhalten.

## Prinzip
Beim mobilen Festnetzersatz wird die Festnetzrufnummer von einem Mobilfunkbetreiber übernommen, der dann die Festnetzanrufe aufs Mobiltelefon des Anwenders zustellt. Der Festnetzanschluss kann beim Betreiber abgemeldet werden. Auch ein physisches Festnetztelefon wird somit überflüssig. Der Anrufer wählt wie bisher die Festnetztelefonnummer des Gesprächspartners und zahlt die Verbindungsentgelte ins Festnetz. Zusätzlich zur Rufweiterleitung bietet mobiler Festnetzersatz Funktionalitäten, die bisher nur mit konventionellen- bzw. mobilen Telefonanlagen (so genannten Mobile PBX Lösungen) möglich waren, z. B. Willkommensansagen, Wartemusik, automatische Anrufsteuerung oder Durchwahlen. Bereits im Unternehmen vorhandene Durchwahlen können einfach übernommen- bzw. bei Bedarf neue Durchwahlen definiert werden.

## Rahmenbedingungen

### Rufnummernportierung
Um Festnetzanrufe am Mobiltelefon entgegennehmen zu können, wird die Festnetznummer des Anwenders in das Netz des Mobilfunkanbieters portiert. Verfügt der Anwender über keine eigene Festnetznummer, wird diese vom Mobilfunkanbieter, in der Regel kostenlos, zur Verfügung gestellt.

### Ortsfester Netzabschlusspunkt
Die mobile Nutzung einer geographischen Rufnummer (Festnetz) ist in Österreich streng geregelt. Grund dafür ist, dass im Falle eines Notfalls der Notleidende rasch lokalisiert werden kann; auch wenn dieser selbst nicht mehr in der Lage ist zu sprechen (Röchelruf). Um die gesetzlichen Regelungen dieses Röchelrufs zu gewährleisten, muss bei mobiler Verwendung einer Festnetzrufnummer beim Anwender ein so genannter ortsfester Netzabschlusspunkt (OFN) installiert werden. Dieser gewährleistet die Ortsgebundenheit der Festnetztelefonnummer. In der Regel wird dies durch ein fest installiertes Modem bzw. Festnetztelefon mit integrierter SIM-Karte bewerkstelligt. Eine aktive und mobile Nutzung einer Festnetznummer ist in Österreich nicht zulässig, d. h. beim Rufempfänger wird bei Anrufen vom Mobiltelefon stets die Mobilfunknummer (und nicht die Festnetznummer) angezeigt.

## Vorteile
- Rufumleitungen vom Festnetz aufs Handy entfallen
- Die Festnetzgrundgebühr entfällt
- Kostenloses Telefonieren der Teilnehmer untereinander (tarifabhängig)
- Ansagetext und Wartemusik wie bei einer Telefonanlage (anbieterabhängig)
- Durch flächendeckendes Mobilfunknetz sind Teilnehmer über den Heimbereich hinaus immer und überall erreichbar